# Закинтос (град)
Закинтос (грч. Ζάκυνθος, итал. Zacìnto) град је у западној Грчкој и управно средиште истоименог округа Закинтос у оквиру периферије Јонска острва. Град је и највеће и најважније насеље острва Закинтос.

## Природни услови
Град Закинтос се налази нао југоистоку острва Закинтос, на месту где се острво налази на најмањем растојању од копна (Пелопонеза). Пошто се град налази у јужној половини острва, која је нижа, равнија и са бујнијим растињем, његова околина није толико неприступачна и густо је насељена.
Клима у Закинтосу је средоземна са топлим и сувим летима и балгим и кишовитим зимама.

## Историја
Захваљујући археолошким налазима данас се зна да је Закинтос био насељен још у време праисторије. Први пут Закинтос је споменут у Хомеровом делу Илијади. Историјски гледано, први помен острва везан је за његово освајање од стране краља Аркеизија, владара суседне Кефалоније. После њега, острво је освојио легендарни Одисеј. После тога острво се осамосталило и постало полис, чије уређење није било уздрмано дуже од 650 година.
У 2. веку п. н. е. Закинтос освајају Римљани, а у средњем веку наслеђују их Византинци. Међутим, како су Закинтос и остала Јонска острва била на самом ободу царства и отворена ка Италији, Млечани их први пут освајају још у 13. веку. Ово је сачувало Закинтос од дуге и тешке отоманске владавине, која је вековима владала већим делом данашње Грчке. Током овог раздобља дошло је до снажног утицаја Запада на живот месног становништва (архитектура, ношња, говор). И поред тога оно је сачувало грчки језик и православну веру. Почетком 19. века управу на острвом преузима Велика Британија и Британци га називају "Занте". Под Великом Британијом ће град бити до 1864. године, када се враћа матици, тј. новооснованој држави Грчкој.
Током Првог и Другог светског рата град није био уништаван, али је зато био тешко погођен земљотресом из 1953. године. Веома мало зграда је преживело земљотрес, али су нове грађене по строгим прописима, тако да новији земљотреси нису направили много штете.

## Становништво
| 2011.  |
| ------ |
| 40.759 |

Општина Закинтос данас има око 16.000 становника, од чега у самом граду око 11.000 становника. Становништво су углавном етнички Грци, мада има и досељеника (туриста и радника у туристичкој привреди).

## Привреда
Закинтос је данас прави туристички град и туризам је преовлађујућа привредна грана.